# Rastus in Zululand
Rastus in Zululand è un cortometraggio muto del 1910 diretto da Arthur Hotaling.

## Produzione
Il film fu prodotto dalla Lubin Manufacturing Company.

## Distribuzione
Distribuito dalla Lubin Manufacturing Company, il film - un cortometraggio di 141 metri - venne distribuito nelle sale statunitensi il 9 maggio 1910. Nelle proiezioni, veniva programmato con il sistema dello split reel, accorpato in un'unica bobina con un altro cortometraggio prodotto dalla Lubin, la commedia Kidd's Treasure.